# Peter Buys
Pour les articles homonymes, voir Buys.
Compléments
Peter Buys contribua à donner une solide assise théologique au catéchisme de Canisius
Peter Buys (en latin Petrus Busaeus; en français Pierre Busée), né le 8 mai 1540 à Nimègue (Pays-Bas) et décédé le 12 avril 1587 à Vienne (Autriche), était un prêtre jésuite néerlandais, théologien, maître des novices et écrivain. Il était un proche collaborateur de saint Pierre Canisius.

## Biographie
Buys était un parent de Pierre Canisius. Originaire de la même ville de Nimègue dans les Pays-Bas il commence son noviciat chez les jésuites, à Cologne, le 12 octobre 1561. Deux plus tard, à l’âge de 23 ans, il est ordonné prêtre, le 6 mars 1563, toujours à Cologne. Peter Buys passe 10 ans à Cologne, en tant que maître des novices (à partir de 1567), professeur et vice-doyen de la faculté à l’université de la ville. En 1571 Buys est envoyé à Vienne où il enseigne la théologie à l’université et l’hébreu au collège jésuite. 
En 1584 Claudio Acquaviva, Supérieur Général, établit l’importante commission chargée de l’élaboration du Ratio Studiorum, la charte de l’enseignement et pédagogie jésuite. Peter Buys en est nommé un des six membres. De retour à Vienne en 1586 Buys y est le recteur du ‘collège des nobles’. 
Peter Buys est surtout connu pour avoir publié une édition méticuleusement annotée du grand catéchisme de Canisius (1569). Tous les textes cités - tirés de la Bible, des Pères de l'Église, de documents et décrets conciliaires ou pontificaux – sont repris:  «une mine d’informations et citations pour le combat spirituel» (Otto Braunsberger). Canisius encouragea son travail. Cette œuvre majeure fut rééditée et augmentée en 1577 sous le titre de Opus catechisticum…. par Jean Hase (Jan Hasius) (1543-1624). Une dernière réédition sortit de presse de 1834 à 1835. 
Deux frères de Peter Buys, Jean et Thomas Buys (1548-1585), furent également membres de la Compagnie de Jésus. Peter Buys meurt à Vienne (Autriche) le 12 avril 1587.

## Écrits
- Authoritatum Sacrae Scripturae et Sanctorum Patrum, quae in summa doctrinae christianae doctoris Petri Canisii theologi Societatis Iesu citantur (2 vol.), Cologne, 1569 et 1570.